# Paul Hoecker
Paul Hoecker, spesso citato anche come Höcker (Oberlangenau, 11 agosto 1854 – Monaco di Baviera, 13 gennaio 1910), è stato un pittore tedesco della Scuola di Monaco, uno dei fondatori e primo segretario dell'associazione artistica nota come Secessione di Monaco, prima ad assumere questa denominazione poi mutuata anche dalla Secessione di Vienna e da quella di Berlino.

## Biografia

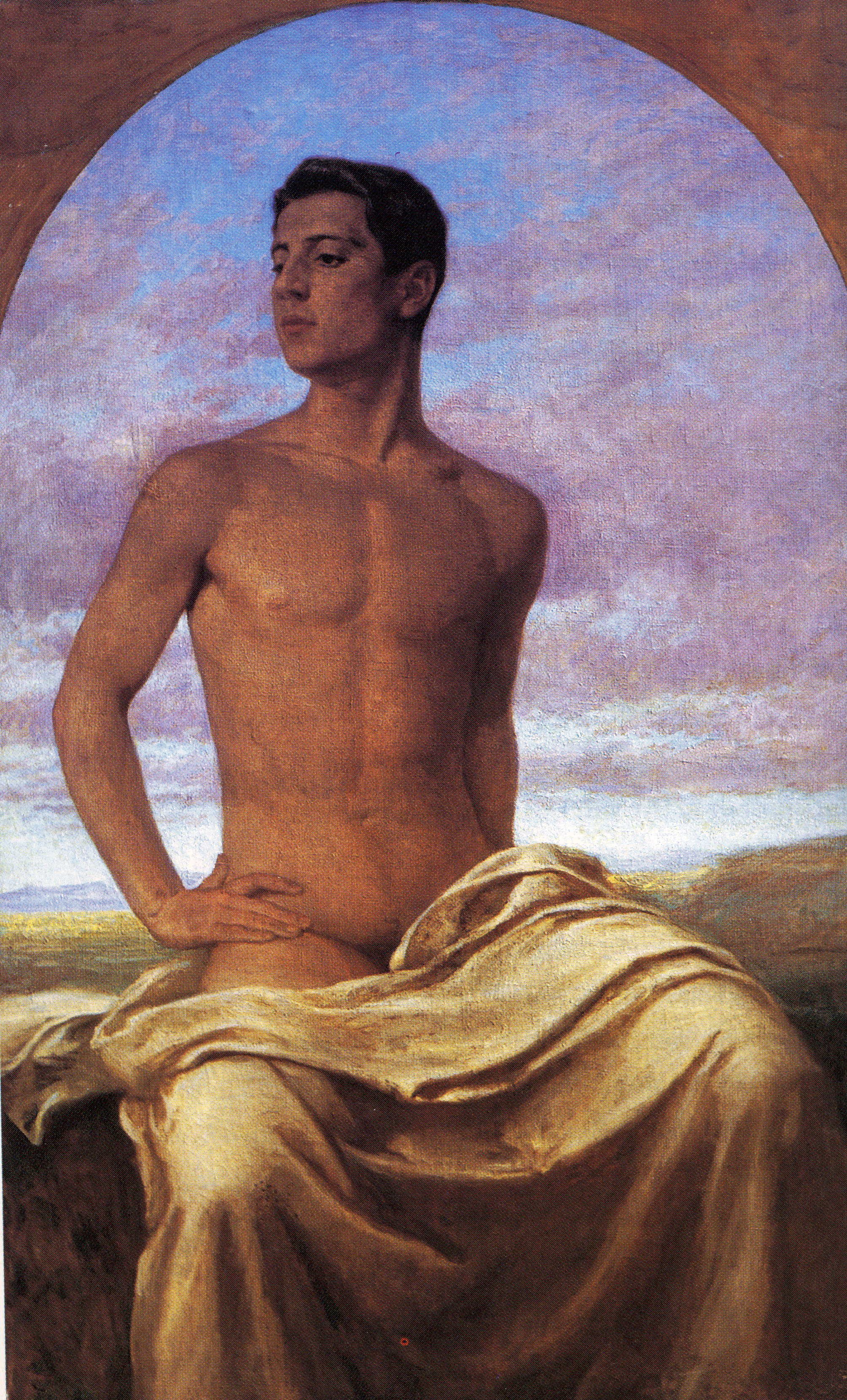
Nino Cesarini ritratto da Paul Hoecker (1908).

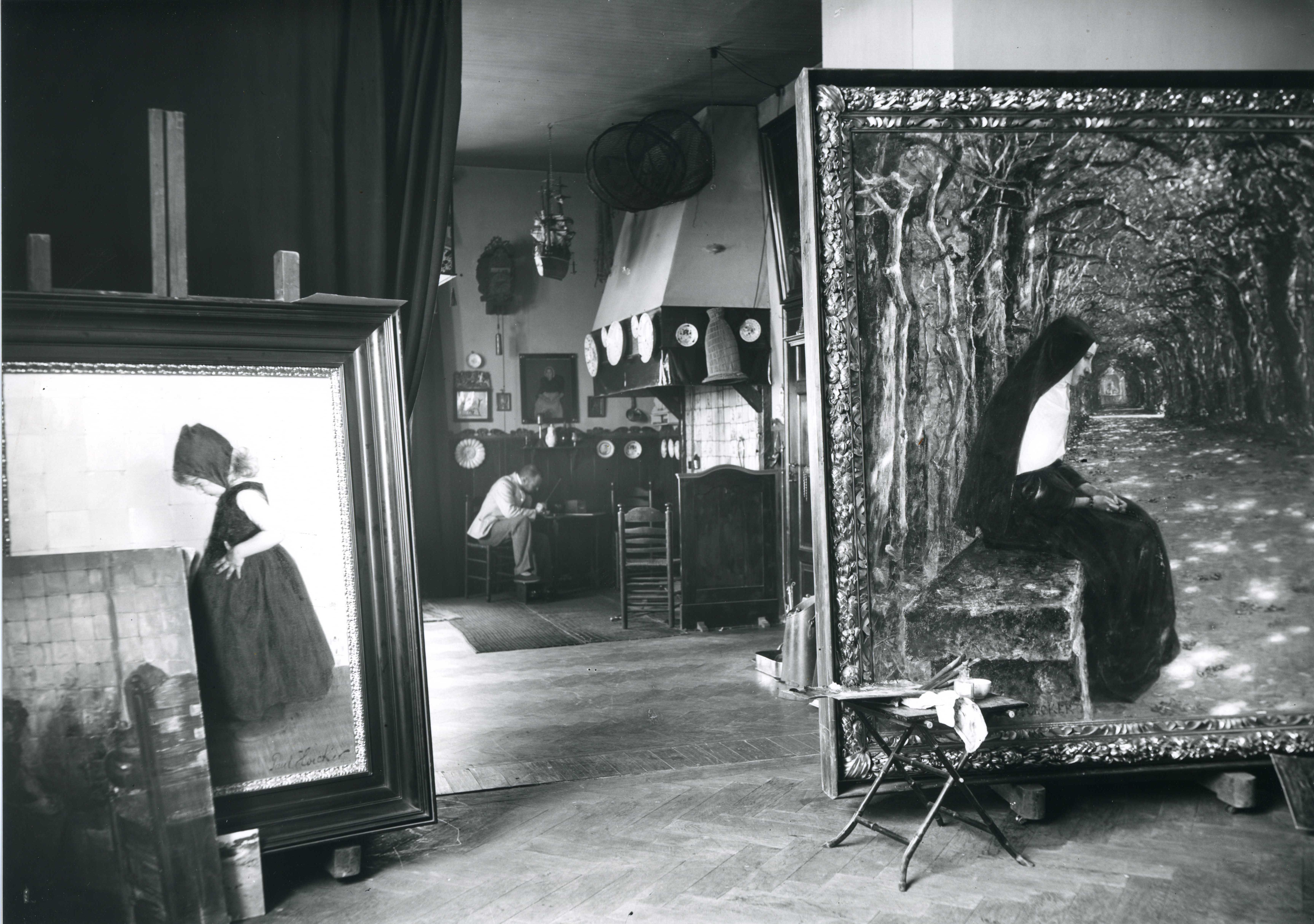
Hoecker nel suo studio di Oberlangenau (1900).

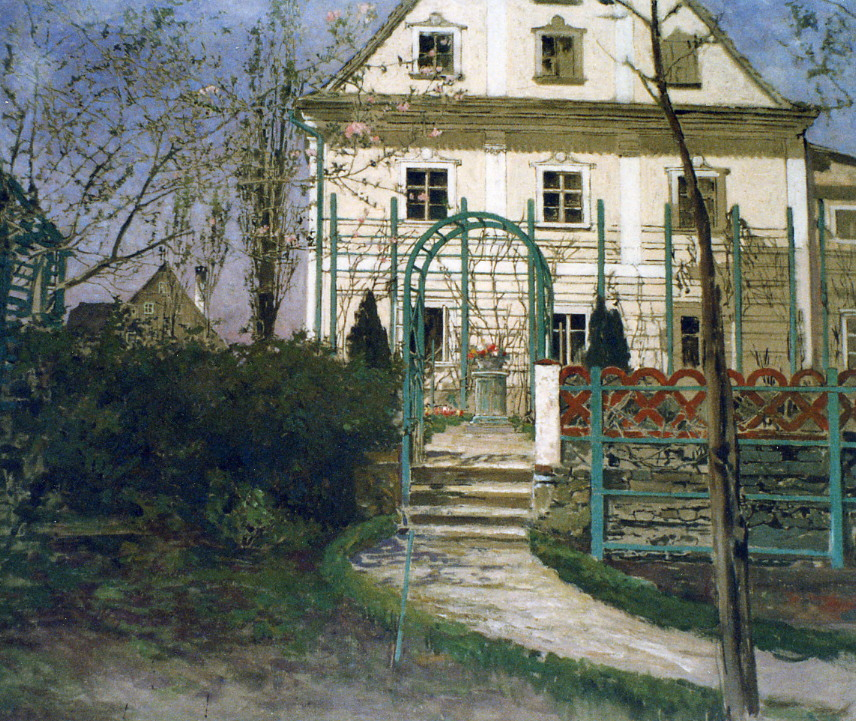
La casa di Hoecker a Oberlangenau (1900).

Era nato in una famiglia benestante in una magione a Oberlangenau, nel contado di Glatz (in polacco Kłodzko, una regione che tradizionalmente apparteneva culturalmente alla Boemia e amministrativamente alla Slesia). Nella sua famiglia vi era una speciale predilezione per la pittura, ma anche per la musica, passione ereditata da sua madre. Hoecker completò gli studi secondari presso il ginnasio di Neustadt, dove si mise in luce per le caricature dei suoi insegnanti.
Nell'ottobre del 1874 entrò all'Accademia Reale di Belle Arti di Monaco di Baviera dove studiò fino al 1879. Ebbe come insegnante Wilhelm von Diez e dipinse numerose scene di genere e pitture di paesaggi. Da questa scuola uscirono molti pittori che aprirono la strada all'impressionismo e poi al modernismo.
Nel maggio del 1882 si recò a Parigi e poi nei Paesi Bassi. Tornato a Monaco di Baviera divenne amico dei pittori Fritz von Uhde, Bruno Piglhein e Max Liebermann. Nel 1883 si tenne l'Esposizione Internazionale d'Arte di Monaco di Baviera e fu abbagliato dai dipinti dei pittori olandesi, in particolare per la loro delicatezza e maestria nell'uso del colore e del chiaroscuro. Nello stesso anno tornò a Parigi e nei Paesi Bassi e alla fine del 1884 si trasferì da Monaco a Berlino, ma nel 1888 ritornò a Monaco. Molto interessato alle tendenze moderne della pittura, il suo lavoro, durante questo periodo, fu caratterizzato dalla sua attenzione alla luce.
Nel 1891 divenne professore all'Accademia Reale di Belle Arti di Monaco di Baviera, nella quale aveva studiato. Aveva allora soltanto trentasei anni, un'età che era considerata troppo giovane per una tale posizione di prestigio. Gli venne affidata la classe in precedenza tenuta da August von Kaulbach, che aveva lasciato l'Accademia da poco. Durante le vacanze estive si recava a dipingere paesaggi della natura in luoghi come Haimhausen, Utting am Ammersee, Breitbrunn am Chiemsee, dove lavorava sodo, senza risparmio e con grande entusiasmo.
Con l'intento di promuovere l'arte moderna, e assecondando l'iniziativa Franz von Lenbach, Hoecker partecipò alla fondazione, con un gruppo di artisti, di una associazione che chiedeva la secessione (con il nome desiderava dimostrare la separazione dall'arte tradizionale). Venne fondata il 4 aprile 1892 e il primo presidente fu il pittore Bruno Piglhein mentre Hoecker divenne segretario del consiglio di amministrazione. Ad imitazione della Secessione di Monaco, in altre città vennero fondate associazioni omonime e tra queste la Secessione di Vienna (1897) e quella di Berlino (1898).
Pur essendo un campione di modernismo, non impose mai le sue idee estetiche ai suoi studenti presso l'Accademia Reale, ma fece in modo che ognuno trovasse il suo percorso artistico. Mostrò loro l'arte della Scuola di Barbizon, dell'impressionismo e del neo-impressionismo, così come le nuove tendenze emerse a Dachau o a Worpswede. La sua reputazione come insegnante trasformò Monaco di Baviera in un punto di riferimento per studenti e giovani artisti.
Per la diffusione del modernismo fu anche molto importante la sua collaborazione alla rivista letteraria e artistica Jugend (Gioventù), fondata a Monaco da Georg Hirth nel 1896, che pubblicò numerose illustrazioni di Hoecker. In realtà il modernismo venne chiamato Jugendstil in Germania, perché era questa rivista il suo grande portavoce che estese e diffuse la nuova estetica.

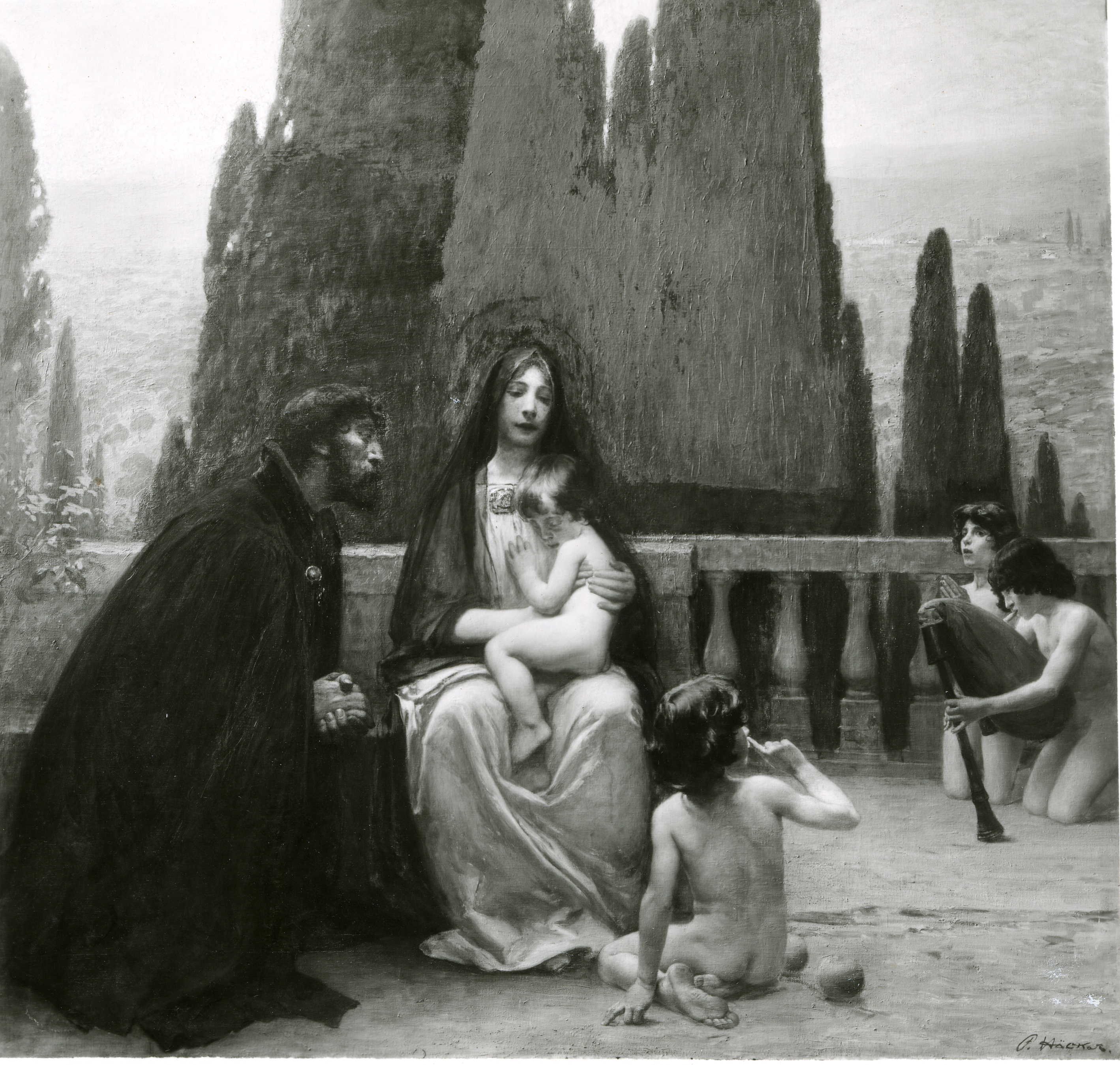
Il dipinto che causò lo scandalo del 1897

Il suo insegnamento si concluse nel 1897 a causa di uno scandalo in cui venne coinvolto. Un suo dipinto della Vergine Maria, Ave Maria, fu considerato blasfemo in quanto venne accusato di aver preso a modello per il viso della Madonna un prostituto, un adolescente romano con il quale aveva fatto sesso. In Europa si stava vivendo un momento di grande intolleranza sessuale e di omofobia, alimentata dalla condanna che aveva ricevuto Oscar Wilde nel 1895. In Germania, l'articolo 175 del codice penale puniva le relazioni omosessuali e anche l'illustratore Sascha Schneider dovette emigrare in Italia, dove l'omosessualità non era perseguita.
Hoecker si stabilì in Italia, dove conobbe il barone Jacques d'Adelswärd-Fersen che aveva dovuto lasciare Parigi per uno scandalo sessuale. Il barone fece costruire una villa a Capri, Villa Lysis, che divenne un centro di artisti omosessuali. Hoecker ritrasse più volte l'amante del barone, il giovane Nino Cesarini, in atteggiamenti omosessuali (in una fotografia di Wilhelm von Plüschow si può vedere il posto di rilievo occupato da uno di questi ritratti all'interno di Villa Lysis). Una di queste immagini di Cesarini apparve sul numero 26 della rivista Jugend. Anni dopo, sfumato lo scandalo che lo costrinse a lasciare il suo paese, Hoecker tornò in Germania e si stabilì in campagna, nella sua casa natale.
Hoecker, tornato nella sua città natale, Oberlangenau, si dedicò interamente alla pittura e allo svago. Trasformò la sua casa in residenza di artisti, successivamente conosciuta come "La Casa Hoecker" (Hoeckerhaus).
Morì nel 1910, all'ospedale di Monaco di Baviera, a seguito di (secondo quanto si diceva) malaria. Sua nipote, e anche pittrice, Vally Walter, abitò nella casa-studio di Hoecker.

## Stile pittorico
L'arte di Paul Hoecker è molto rappresentativa dello stile dominante della Scuola di Monaco di Baviera, caratterizzata dal gusto temperato e mai radicale per la modernità e le nuove tendenze di lirismo pittorico e sentimentale (soprattutto nelle immagini di suore e religiose rappresentate con caratteri cupi o in preghiera), ma anche fatto scene di genere, secondo il gusto prevalente nella Germania meridionale di fine secolo. Le sue opere mostrano un grande gusto per il colore e la luce e sono molto simili allo stile di Max Liebermann e Fritz von Uhde, dei quali era amico.

## Allievi di Paul Hoecker
- Josef Maria Auchentaller
- Gustav Bechler
- Max Barascudts
- Emil Böhm
- Ernest George Dodge
- Paul Walter Ehrhardt
- Reinhold Max Eichler
- Felix Eisengräber
- Max Feldbauer
- Walter Georgi
- Adolf Höfer
- Fritz Hofmann
- Meinhard Jacoby
- Angelo Jank
- Carl August Liner
- O. Lohse
- Ferdinand Mirwald
- Karl Hermann Müller-Samerberg
- Adolf Münzer
- Rudolf Nissl
- Bruno Paul
- Walter Püttner
- Leo Putz
- Ferdinand von Reznicek
- Fritz Rhein
- Emil Schill
- Karl Schmoll von Eisenwerth
- Wilhelm Schulz
- Harry Schultz
- Heinrich Strieffler
- Wilhelm Stumpf
- Franz Wilhelm Voigt
- Fritz Wimmer

## Riconoscimento post mortem
Nonostante l’importanza del suo ruolo per la scena artistica di Monaco di Baviera alla fine del XIX secolo, Paul Hoecker oggi non è rispettivamente noto. Ciò è probabilmente dovuto all’abbandono della cattedra presso l’accademia di belle arti di Monaco, dovuta ad uno scandalo legato alla sua omosessualità. Nell'ottobre 2019, sempre a Monaco di Baviera, si è formato il gruppo di ricerca Forum Queeres Archiv München che si è posto il compito di studiare la vita e le opera del pittore. Una parte dell’estate, di proprietà della famiglia di Paul Hoecker, è stato tramandato al Forum Queeres Archive München ed è stato digitalizzato.